# Sport Huancayo
Sport Huancayo is een Peruviaanse voetbalclub uit Huancayo. De club komt in het seizoen 2014/15 uit in de Primera División. De kleuren van de club zijn rood en groen.
De club werd op 7 februari 2007 opgericht als Huancaína Sport Club. Later werd die naam veranderd naar Sport Huancayo.

## Erelijst
- Beker (1):

2008

## Bekende (ex-)spelers
- Irven Ávila

Academia Cantolao · 
Alianza Lima · 
Alianza Universidad · 
Ayacucho · 
Binacional · 
Carlos Mannucci · 
CD Unión Comercio · 
Deportivo Municipal · 
FBC Melgar · 
Pirata FC · 
Real Garcilaso · 
Sport Boys · 
Sport Huancayo · 
Sporting Cristal · 
Universidad César Vallejo · 
Universidad San Martín de Porres · 
Universidad Técnica · 
Universitario de Deportes